# Андовер (Нью-Гемпшир)
Андовер (англ. Andover) — місто (англ. town) в США, в окрузі Меррімак штату Нью-Гемпшир. Населення — 2371 особа (2010).

## Демографія
Згідно з переписом 2010 року, у місті мешкала 2371 особа в 890 домогосподарствах у складі 629 родин. Було 1121 помешкання
Расовий склад населення:
| - 96,5 % — білих - 0,9 % — азіатів - 0,5 % — корінних американців - 0,5 % — чорних або афроамериканців |

До двох чи більше рас належало 1,6 %. Частка іспаномовних становила 0,9 % від усіх жителів.
За віковим діапазоном населення розподілялося таким чином: 24,6 % — особи молодші 18 років, 61,7 % — особи у віці 18—64 років, 13,7 % — особи у віці 65 років та старші. Медіана віку мешканця становила 41,4 року. На 100 осіб жіночої статі у місті припадало 104,2 чоловіків;  на 100 жінок у віці від 18 років та старших — 97,2 чоловіків також старших 18 років.
Середній дохід на одне домашнє господарство  становив 77 762 долари США (медіана — 67 500), а середній дохід на одну сім'ю — 97 054 долари (медіана — 89 728). Медіана доходів становила 50 073 долари для чоловіків та 42 224 долари для жінок. За межею бідності перебувало 8,4 % осіб, у тому числі 17,6 % дітей у віці до 18 років та 5,5 % осіб у віці 65 років та старших.
Цивільне працевлаштоване населення становило 1600 осіб. Основні галузі зайнятості: освіта, охорона здоров'я та соціальна допомога — 37,4 %, роздрібна торгівля — 12,3 %, будівництво — 8,4 %, виробництво — 7,9 %.